# Shotcut
Shotcut je svobodný a otevřený multiplatformní program pro střih videa (video editor) určený pro operační systémy Linux, FreeBSD, macOS a Windows. Program je vyvíjen od roku 2011 Danem Dennedym a je založen na multimediálním frameworku MLT, který od roku 2004 vytváří stejný autor. Je k dispozici ve 33 jazycích, včetně češtiny.

## Vlastnosti
Shotcut podporuje video, audio a obrazové formáty prostřednictvím kolekce FFmpeg. Používá časovou osu pro nelineární úpravy videa ve více stopách, které mohou být složeny z různých formátů souborů. K čištění a řízení napomáhá zpracování založené na GPU OpenGL, v programu je k dispozici řada video a audio filtrů.
- Podpora formátů prostřednictvím FFmpeg
  - Hledání přesných snímků pro mnoho formátů
- Zachycení a záznam dat z webové kamery a mikrofonu (záznam zvuku)
- Přehrávání síťového proudu (HTTP, HLS, RTMP, RTSP, MMS, UDP)
- Export EDL (CMX3600 Edit Decision List)

### Zvuk
- Rozsahy zvuku
  - Hlasitost
  - Špičkový měřič
  - Zvukové křivky
  - Analyzátor spektra
- JACK transport synchronizace

### Video efekty
- HTML5 jako zdroj a filtry
- Nástroje barevné korekce
- Odstranění prokládání
- Spousta "Wipe" přechodů
- Sledovací režim/režim míchání
- Rychlostní efekty a efekt přehození
- Klíčové snímky

### Hardware
- SDI a HDMI od Blackmagic Design pro sledování vstupu a kontrolu náhledu
- Leap Motion pro jogové a kyvadlové ovládání
- Zachycení záznamu z webové kamery
- Záznam zvuku do systémové zvukové karty
- Zachyťte (nahrání) SDI, HDMI, webová kamera (V4L2), JACK audio, PulseAudio, IP stream a zařízení Windows DirectShow
- Vícejádrové paralelní zpracování obrazu (pokud se nepoužívá GPU a vypínání snímků je zakázáno)
- Výstup klíčovače DeckLink SDI
- Zpracování obrazu na základě OpenGL GPU s 16bitovou lineární plovoucí desetinnou čárkou na barevnou složku

## Historie
Shotcut původně vytvořil v listopadu 2004 Charlie Yates, spoluzakladatel MLT a původní hlavní vývojář.Aktuální verze Shotcut je kompletně přepsána Danem Dennedym, dalším spoluzakladatelem MLT a jeho současným vedoucím. Dennedy chtěl vytvořit nový editor založený na MLT a rozhodl se znovu použít jméno Shotcut, protože se mu velmi líbilo. Chtěl udělat něco pro uplatnění nových multiplatformních schopností MLT, zejména ve spojení s pluginy WebVfx a Movit.